# Zec de la Rivière-à-Mars
Pour les articles homonymes, voir Mars.
La Zec de la Rivière-à-Mars est une zone d'exploitation contrôlée (zec) située dans le territoire non organisé de Lac-Ministuk, dans la municipalité régionale de comté (MRC) Le Fjord-du-Saguenay, dans la région administrative du Saguenay–Lac-Saint-Jean, au Québec, au Canada.
Constituée en 1995, la zec est administrée depuis mai 2008 par l'organisme "Contact nature Rivière-à-Mars" qui est à but non lucratif, ayant pour mission l'exploitation de cette rivière qui traverse les terres publiques. Le 1er mai 2008, l'Association des pêcheurs sportifs de la Rivière à Mars" et le Centre Plein-Air Bec-Scie inc. se sont fusionnés dans le nouvel organisme qui a été immatriculé le 5 mai 2008.

## Géographie
La rivière à Mars est un cours d'eau de la région du Saguenay-Lac-Saint-Jean traversant l'arrondissement La Baie, à Saguenay. Prenant sa source au lac à Mars dans la Réserve faunique des Laurentides, la rivière coule sur 106 km vers le nord jusqu'à "La Baie des Ha! Ha!" qui est une baie de la rivière Saguenay, située dans Le Fjord-du-Saguenay.
Cette rivière à saumons a été durement éprouvée par le déluge du Saguenay survenu du 19 au 21 juillet 1996.

## Chasse et pêche
La rivière à Mars comporte des eaux froides, de nombreux rapides et chutes, ainsi qu'un fond rocheux de rivière qui conviennent bien au saumon de l'Atlantique pour son périple de la mer vers les fosses de reproduction.
Histoire de la rivière
De 1894 à 1935, la compagnie Price Brothers a exploité un club privé pour la pêche récréative sur la rivière. En 1930, la construction d’un barrage aux chutes de la passe des Murailles, à 13 kilomètres de l’embouchure, a constitué une contrainte majeure à la remontée des saumons. Ce barrage facilitait le flottage des billots de bois et la drave qui a été pratiquée jusqu'en 1952. En 1976, de nombreux travaux d’aménagement de la rivière ont été effectués favorisant les fosses de reproduction. Ces travaux ont été accompagnés d'un programme d'ensemencement qui s'est déroulé entre 1976 et la réouverture de la pêche sur la rivière en 1992.
Le déluge du Saguenay
L’Association des pêcheurs sportifs de la rivière à Mars (APSRM) a été formée en 1983 pour administrer l'exploitation de la rivière. En 1986, la zec est alors constituée par le Gouvernement du Québec, soit la même année que la mise en service d’une passe migratoire au kilomètre 2,7. Son mandat est centré sur la gestion de la pêche jusqu’au kilomètre 60. En 1996 survient le déluge du Saguenay, soit l’un des pires désastres naturels de l'histoire de la rivière. L'énorme crue emporta presque tous les aménagements sur la rivière. Le fort courant a métamorphosé profondément le lit de la rivière. À partir de 1998, à la suite de ce cataclysme, une nouvelle passe migratoire à 12 kilomètres de l’embouchure a été aménagée. Conséquemment, les saumons ont repris leur remontée de cette rivière qui a ses caractéristiques propres.
Les saumoniers peuvent taquiner le saumon dans deux secteurs contingentés, le secteur 2 avec la fosse 12; et le secteur 5 avec les fosses 39 à 42. Les secteurs non contingentés sont constitués par le secteur 1 avec 11 fosses, le secteur 4 avec 26 fosses (13 à 38) et le secteur zec proposant trois secteurs dont les fosses s’étendent de 44 à 92. Les visiteurs de la passe migratoire peuvent observer les saumons en transit par le biais d'une fenêtre spécialement aménagée.
Hormis le saumon de l'Atlantique, sept espèces principales foisonnent dans les eaux du bassin de la "rivière à Mars": l'omble de fontaine, le naseux des rapides, le meunier rouge, le meunier noir, l'anguille d'Amérique, l'épinoche à trois épines et le mulet perlé.

## Toponymie
Les toponymes "Rivière à Mars" et "Lac à Mars" (jadis désigné "Grand lac à Mars") sont liés. Ce lac s'avère la source de la "rivière à Mars"; il se situe à 5 km à l'est du "lac Pikauba" et à 72 km au sud de Saguenay (ville). La "rivière à Mars" longe une grande partie de la limite Est de la zec Mars-Moulin. En somme, les toponymes "Zec de la Rivière-à-Mars" et "Rivière à Mars" tirent leur origine de l'appellation du lac et de la rivière.
Le toponyme "Zec de la Rivière-à-Mars" a été officialisé le 5 août 1982 à la Banque des noms de lieux de la Commission de toponymie du Québec.